# Drużynowy Puchar Świata na Żużlu 2006
Drużynowy Puchar Świata 2006 – szósta edycja turnieju, mająca na celu wyłonić najlepszą żużlową reprezentację świata – Drużynowego Mistrza Świata. Złotego medalu bronili Polacy.

## Ranking
Przed sezonem ogłoszono ranking drużyn narodowych:
1. Polska (nazwa krajowej federacji: PZM)
2. Szwecja (SVEMO)
3. Dania (DMU)
4. Wielka Brytania (ACU)
5. Australia (MA)
6. Czechy (ACCR)
7. USA (AMA)
8. Finlandia (SML)
9. Słowenia (AMZS)
10. Niemcy (DMSB)
11. Rosja (MFR)
12. Węgry (MAMS)
13. Łotwa (LaMSF)
14. Włochy (FMI)

## Eliminacje
W eliminacjach zagrały zespoły, które w zeszłorocznym DPŚ zajęły 7. o 8. miejsce (Rosja i Niemcy) oraz wszystkie inne reprezentacje, które zgłosiły się do rozgrywek.
Ostatecznie do eliminacji przystąpiło osiem drużyn narodowych, które w dwóch rundach eliminacyjnych rywalizowały o dwa miejsca w turnieju finałowym. Do półfinałów awans uzyskali zwycięzcy obu eliminacji (Finlandia i Stany Zjednoczone).

### (1) Dyneburg
27 maja – Dyneburg (Łotwa)
| Msc | | Drużyna / Zawodnik                                              | Biegi         | Punkty |
| --- | --- | --------------------------------------------------------------- | ------------- | ------ |
| 1   | | Finlandia                                                       | Finlandia     | 42     |
| 1   | (1) Kai Laukkanen (2) Joonas Kylmäkorpi (3) Kauko Nieminen (4) Juha Hautamäki (5) Tomi Reima            | (3,3,d,3,2) (2,3,2,3,2) (0,0,3,3,2) (1,2,1,0,1) (1,2,2,0,1)     | 11 12 8 5 6   |        |
| 2   | | Niemcy                                                          | Niemcy        | 39+3   |
| 2   | (1) Martin Smolinski (2) Christian Hefenbrock (3) Thomas Stange (4) Stephan Katt (5) Tobias Kroner      | (2,1,1,2,3) (3,2,2,3,2) (3,1,3,3,1) (0,1,1,1,0) (0,w,2,2,w)     | 9 12+3 11 3 4 |        |
| 3   | | Rosja                                                           | Rosja         | 39+2   |
| 3   | (1) Dienis Gizatullin (2) Siemen Wlasow (3) Siergiej Darkin (4) Rienat Gafurow (5) Ilia Bondarenko      | (1,2,3,1,3,3) (1,2,3,2,2) (1,3,3,2,0) (3,w,ns,ns,-) (3,0,d,0,1) | 13+2 10 9 3 4 |        |
| 4   | | Łotwa                                                           | Łotwa         | 30     |
| 4   | (1) Andrejs Koroļevs (2) Vjačeslavs Giruckis (3) Ķasts Puodžuks (4) Maksims Bogdanovs (5) Nikołaj Kokin | (0,3,2,1,1,3) (0,1,0,-,0) (2,3,1,2,3) (2,1,0,1,1) (2,0,1,0,0)   | 10 1 11 5 3   |        |

### (2) Miszkolc
28 maja – Miszkolc (Węgry)
| Msc | | Drużyna / Zawodnik                                                | Biegi             | Punkty |
| --- | --- | ----------------------------------------------------------------- | ----------------- | ------ |
| 1   | | Stany Zjednoczone                                                 | Stany Zjednoczone | 59     |
| 1   | (1) Greg Hancock (2) Billy Janniro (3) Ronnie Correy (4) Sam Ermolenko (5) Billy Hamill                      | (2,3,3,3,3) (3,2,3,3,3) (2,2,2,1,0) (3,1,2,3,2) (3,3,2,3,2)       | 14 7 11 13        |        |
| 2   | | Słowenia                                                          | Słowenia          | 41     |
| 2   | (1) Matej Žagar (2) Jernej Kolenko (3) Izak Šantej (4) Maks Gregoric (5) Denis Stojs                         | (3,3,3,3,2,3) (2,3,1,1,3) (3,2,0,t,3) (t,w,-,0,1) (1,0,1,3,0)     | 17 10 8 1 5       |        |
| 3   | | Węgry                                                             | Węgry             | 25+3   |
| 3   | (1) Norbert Magosi (2) Zsolt Bencze (3) László Szatmári (4) Sándor Tihanyi (5) Joszef Tabaka                 | (1,1,3,2,2,0) (0,0,0,-,0) (1,2,2,w,1,2) (2,1,1,2,0,2) (0,0,-,-,0) | 9 0 8+3 8 0       |        |
| 4   | | Włochy                                                            | Włochy            | 25+2   |
| 4   | (1) Mattia Carpanese (2) Guglielmo Franchetti (3) Daniele Tessari (4) Chrstian Miotello (5) Simone Terenzani | (0,3,1,0,2,1) (1,1,w,1,-) (0,2,1,1,1) (1,1,0,-,1) (2,0,2,0,2,1)   | 7+2 3 5 3 7       |        |

## Półfinały
Po raz trzeci turniej finałowy DPŚ składa się z osiem drużyn narodowych. Podobnie jak przed rokiem, półfinały zostaną rozegrane na terenie krajów startujących w tych półfinałach (Polska i Szwecja) a baraż i finał na terenie innego (Wielka Brytania).
Zwycięzcy półfinałów awansują do finału. Drużyny z 2. i 3. miejsca w półfinale pojechali w barażu, z którego dwie reprezentacje uzupełnią skład finałowy.

### Składy drużyn
Składy drużyn, które startują w turnieju finałowym (od półfinałów). Sekekcjonerzy wytypowali różną ilość zawodników. Ostatecznie na każde zawody typuje się pięciu żużlowców. W nawiasach numery zawodników – stałych uczestników – Grand Prix 2006.
- Australia: (3) Leigh Adams (kapitan) (2) Jason Crump, Ryan Sullivan, Todd Wiltshire, Adam Shields, Rory Schlein, Travis McGowan, Davey Watt, Steve Johnston, Chris Holder – selekcjoner Craig Boyce.

- Czechy: Aleš Dryml (kapitan), Lukáš Dryml, Bohumil Brhel, Josef Franc, Zdeněk Simota – selekcjoner Josef Lastovka.

- Dania: (4) Nicki Pedersen (6) Bjarne Pedersen (15) Niels Kristian Iversen, Charlie Gjedde, Hans Andersen (kapitan) – selekcjoner Jan Stæchmann.

- Finlandia: Kai Laukkanen (kapitan), Joonas Kylmaekorpi, Kauko Nieminen, Juha Hautamaeki, Tomi Reima, Jyri Palomaeki, Tero Aarnio, Juha Makela, Rene Lehtinen – selekcjoner Yrjö Laukkanen.

- Polska: (7) Tomasz Gollob (kapitan) (11) Jarosław Hampel (14) Piotr Protasiewicz, Wiesław Jaguś, Sebastian Ułamek, Janusz Kołodziej – selekcjoner Szczepan Bukowski,

- Stany Zjednoczone: (5) Greg Hancock (kapitan), Billy Hamill, Sam Ermolenko, Billy Janniro, Brent Werner – selekcjoner Bill Amick.

- Szwecja: (8) Andreas Jonsson (kapitan) (10) Antonio Lindbäck, Fredrik Lindgren, Mikael Max, Peter Karlsson – selekcjoner Mats Olsson.

- Wielka Brytania: (9) Scott Nicholls (kapitan) (12) Lee Richardson, Mark Loram, Simon Stead, Chris Harris, Joe Screen, David Howe, David Norris, Chris Louis, Edward Kennett, Daniel Bird, Gary Havelock – selekcjoner Neil Middleditch,

### (1) Rybnik
16 lipca – Rybnik (Polska)
- NCD: 66,44 s – Jason Crump w wyścigu XVIII
- Prezydent Jury: Ilka Teromaa
- Sędzia: Frank Ziegler
- Widzów: ok. 8000

| Msc | | Drużyna / Zawodnik                                                  | Biegi           | Punkty |
| --- | --------------------------------------------------------------------------------------------------- | ------------------------------------------------------------------- | --------------- | ------ |
| 1   | | Australia                                                           | Australia       | 49     |
| 1   | (1) Ryan Sullivan (2) Rory Schlein (3) Leigh Adams (4) Jason Crump (5) Todd Wiltshire               | (3,1,2,2,2) (0,2,1,0,0) (1,3,3,3,3) (3,3,3,3,3) (2,3,d2,3,w/u)      | 10 3 13 15 8    |        |
| 2   | | Wielka Brytania                                                     | Wielka Brytania | 48     |
| 2   | (1) Lee Richardson (2) Simon Stead (3) Chris Harris (4) Scott Nicholls (5) Mark Loram               | (1,2,2,3,2) (3,2,2,1,1) (3,2,1,1,2) (1,3,3,2,1) (1,3,1,3,2)         | 10 9 10 10      |        |
| 3   | | Polska                                                              | Polska          | 48     |
| 3   | (1) Piotr Protasiewicz (2) Sebastian Ułamek (3) Wiesław Jaguś (4) Jarosław Hampel (5) Tomasz Gollob | (2,0,2,2,1) (1,2,2,2,3) (2,1,1,1,-) (2,1,3,1,3) (3,1,3,1,6J,2)      | 7 10 5 10 16    |        |
| 4   | | Finlandia                                                           | Finlandia       | 9      |
| 4   | (1) Juha Hautamaeki (2) Kauko Nieminen (3) Kai Laukkanen (4) Tomi Reima (5) Juha Makela             | (0,0,d4,0,1) (2,1,0,0,0,0) (0,0,1,2,2J,0) (w/u,0,0,-,-) (0,0,0,0,0) | 1 3 5 0 0       |        |

J - Joker: punkty zawodnika mnożone razy dwa

### (2) Målilla
18 lipca – Målilla (Szwecja)
| Msc | | Drużyna / Zawodnik                                             | Biegi             | Punkty |
| --- | --- | -------------------------------------------------------------- | ----------------- | ------ |
| 1   | | Szwecja                                                        | Szwecja           | 56     |
| 1   | (1) Antonio Lindbäck (2) Fredrik Lindgren (3) Andreas Jonsson (4) Mikael Max (5) Peter Karlsson        | (2,3,3,3,3) (3,2,1,1,3) (3,3,3,3,2) (3,3,2,2,1) (1,2,1,2,1)    | 14 10 14 11 7     |        |
| 2   | | Dania                                                          | Dania             | 53     |
| 2   | (1) Nicki Pedersen (2) Charlie Gjedde (3) Niels Kristian Iversen (4) Hans Andersen (5) Bjarne Pedersen | (1,2,6J,3,3) (1,0,2,1,2) (2,1,1,-,2) (2,2,2,3,3) (2,3,2,3,2,2) | 15 6 12 14        |        |
| 3   | | Stany Zjednoczone                                              | Stany Zjednoczone | 39     |
| 3   | (1) Greg Hancock (2) Billy Janniro (3) Sam Ermolenko (4) Brent Werner (5) Billy Hamill                 | (3,3,3,6J,2,3) (2,1,1,1,0) (w,1,1,1,1) (0,0,-,0,0) (3,2,2,2,1) | 20 5 4 0 10       |        |
| 4   | | Czechy                                                         | Czechy            | 7      |
| 4   | (1) Tomáš Suchánek (2) Bohumil Brhel (3) Adrian Rymel (4) Zdeněk Simota (5) Josef Franc                | (0,0,0,0,0) (t,1,0,0,0) (w,1,0,1,2) (1,0,0,0,0) (0,0,0,0,1)    | 0 1 4 1 1         |        |

J - Joker: punkty zawodnika mnożone razy dwa

## Baraż
W zawodach barażowych startują drużyny, które w półfinałach zajęły drugie i trzecie miejsca. Dwie najlepsze reprezentacje z barażu awansują do finału.

### Reading
20 lipca – Reading (Wielka Brytania)
| Msc | | Drużyna / Zawodnik                                                 | Biegi             | Punkty |
| --- | --- | ------------------------------------------------------------------ | ----------------- | ------ |
| 1   | | Dania                                                              | Dania             | 49     |
| 1   | (1) Bjarne Pedersen (2) Nicki Pedersen (3) Charlie Gjedde (4) Niels Kristian Iversen (5) Hans Andersen | (2,3,2,2,2) (2,3,1,2,u) (2,1,2,1,3) (2,2,2,1,0) (3,3,2,3,3)        | 11 8 9 7 14       |        |
| 2   | | Wielka Brytania                                                    | Wielka Brytania   | 42     |
| 2   | (1) Scott Nicholls (2) Chris Harris (3) Lee Richardson (4) Mark Loram (5) Simon Stead                  | (1,2,3,2,2,2) (3,3,1,0,2) (3,3,0,3,0J,1) (3,1,0,3,0) (1,2,1,-,-)   | 12 9 10 7 4       |        |
| 3   | | Polska                                                             | Polska            | 35     |
| 3   | (1) Krzysztof Kasprzak (2) Sebastian Ułamek (3) Janusz Kołodziej (4) Jarosław Hampel (5) Tomasz Gollob | (0,0,-,-,-) (1,0,3,1,3,u) (u,0,1,0,1) (1,1,3,1,3,2) (2,2,2J,2,3,3) | 0 8 2 11 14       |        |
| 4   | | Stany Zjednoczone                                                  | Stany Zjednoczone | 28     |
| 4   | (1) Greg Hancock (2) Ronnie Correy (3) Billy Hamill (4) Brent Werner (5) Billy Janniro                 | (3,2,6J,3,2,3) (0,1,-,0,-) (1,0,0,2,1,1) (0,0,0,0,-) (0,1,0,1,1,d) | 19 1 5 0 3        |        |

J - Joker: punkty zawodnika mnożone razy dwa

## Finał
W finale startuje dwóch zwycięzców półfinałów oraz dwie najlepsze reprezentacje z zawodów barażowych.

### Reading
22 lipca – Reading (Wielka Brytania)
| Msc | | Drużyna / Zawodnik                                               | Biegi           | Punkty |
| --- | --- | ---------------------------------------------------------------- | --------------- | ------ |
| 1   | | Dania                                                            | Dania           | 45     |
| 1   | (1) Niels Kristian Iversen (2) Nicki Pedersen (3) Bjarne Pedersen (4) Hans Andersen (5) Charlie Gjedde | (0,1,0,1,3) (3,2,3,2,3) (1,3,1,2,2) (3,3,3,w,3) (2,0,2,1,1)      | 5 13 9 12 6     |        |
| 2   | | Szwecja                                                          | Szwecja         | 37     |
| 2   | (1) Andreas Jonsson (2) Antonio Lindbäck (3) Fredrik Lindgren (4) Mikael Max (5) Peter Karlsson        | (3,3,2,2J,3,1) (2,3,0,1,3,2) (2,0,1,0,2) (1,1,0,0,-) (1,0,1,-,3) | 14 11 5 2 5     |        |
| 3   | | Wielka Brytania                                                  | Wielka Brytania | 36     |
| 3   | (1) Lee Richardson (2) Mark Loram (3) Scott Nicholls (4) Chris Louis (5) Chris Harris                  | (2,1,2,2,0) (1,1,2,2,1) (3,0,3,4J,3,2) (0,1,-,0,2) (0,0,0,3,1)   | 7 15 3 4        |        |
| 4   | | Australia                                                        | Australia       | 35     |
| 4   | (1) Travis McGowan (2) Ryan Sullivan (3) Todd Wiltshire (4) Leigh Adams (5) Jason Crump                | (1,2,0,0,w) (0,2,1,1,0) (0,2,3,2,1) (2,2,1,3,0) (3,3,3,3,u/J)    | 3 4 8 12        |        |

J - Joker: punkty zawodnika mnożone razy dwa

## Klasyfikacja końcowa
| Msc | Drużyna           |
| --- | ----------------- |
| 1.  | Dania             |
| 2.  | Szwecja           |
| 3.  | Wielka Brytania   |
| 4.  | Australia         |
| 5.  | Polska            |
| 6.  | Stany Zjednoczone |
| 7.  | Finlandia         |
| 8.  | Czechy            |